# Melica torreyana
Melica torreyana är en gräsart som beskrevs av Frank Lamson Scribner. Melica torreyana ingår i släktet slokar, och familjen gräs. Inga underarter finns listade i Catalogue of Life.